# Memecylon uapacoides
Memecylon uapacoides är en tvåhjärtbladig växtart som beskrevs av Jacq.-fel.. Memecylon uapacoides ingår i släktet Memecylon och familjen Melastomataceae.
Artens utbredningsområde är Madagaskar. Inga underarter finns listade i Catalogue of Life.